# Giovanni Gentiluomo

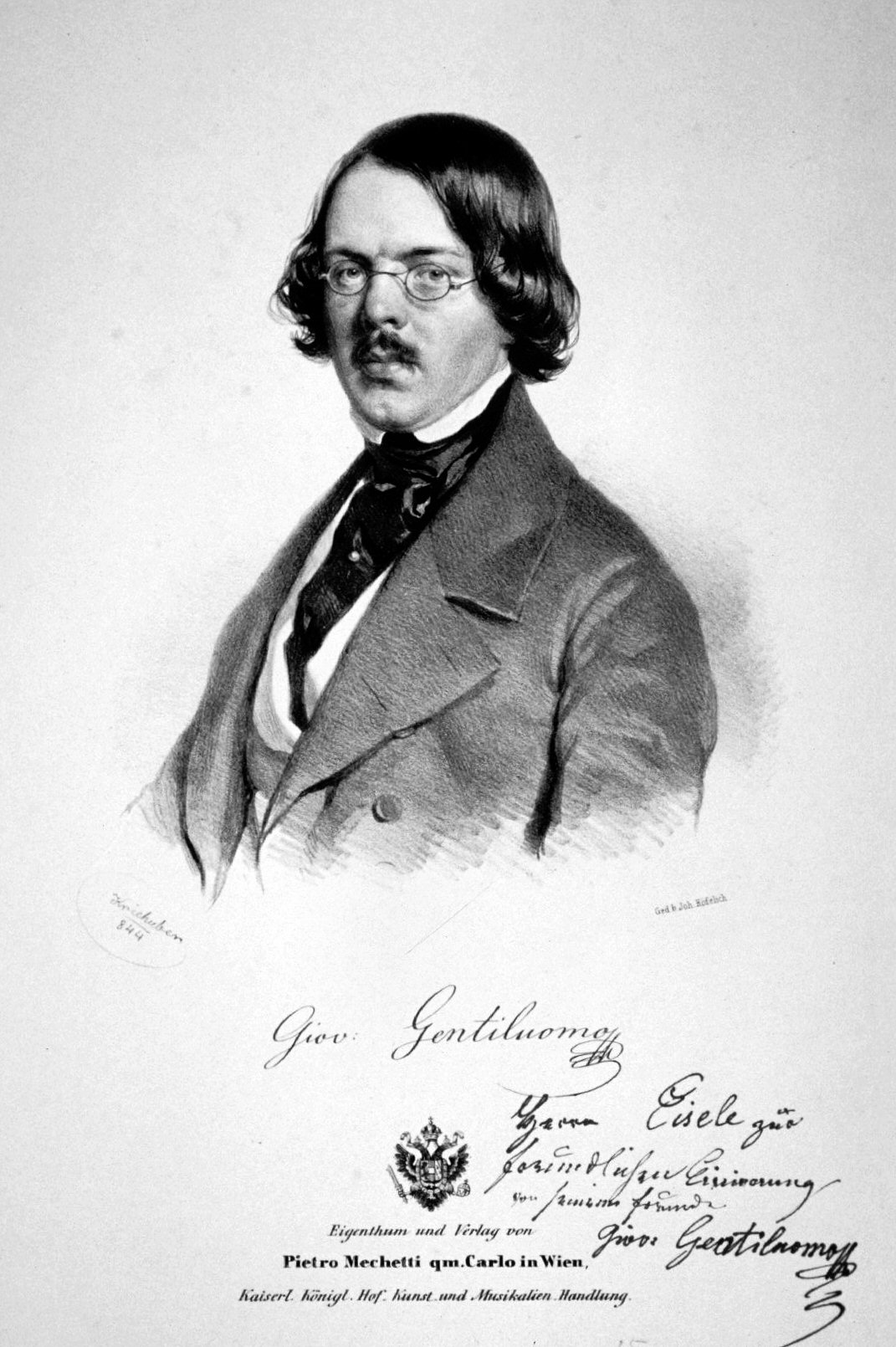
Giovanni Gentiluomo, Lithographie von Josef Kriehuber, 1844

Giovanni Gentiluomo (9. Juni 1809 in Wien – 21. März 1866 ebenda) war ein österreichischer akademischer Maler, Opernsänger und Gesangslehrer. Er leitete eine weithin anerkannte Opernschule in Wien.

## Leben und Werk
Gentiluomo wurde als Sohn des akademischen Porträtmalers Johann Gentiluomo in Wien geboren und dortselbst zum Maler ausgebildet. Neben zahlreichen Porträts gestaltete er auch den Hauptaltar der evangelischen Kirche von Klausenburg, heute in Rumänien gelegen. Über seine musikalische Ausbildung liegen bislang keine Informationen vor. Er spielte Klavier und entwickelte sich rasch zu einem gefragten Gesangspädagogen. Zu seinen Schülerinnen zählten auch die Schwestern Louise (geb. 1820) und Antonia Spazzer (geb. 1823), Töchter eines Hauptmanns. 1835 heiratete er die Ältere der beiden, die sich nunmehr Louise Gentiluomo-Spazzer nannte. Beide Schwestern debütierten am Kärntnertortheater, der damaligen k. u. k. Hofoper, an der Gentiluomo als Gesangslehrer tätig war. Sie konnte auch beide Erfolge erringen. 1839 wurden beide Schwestern ans Hoftheater Hannover verpflichtet. Gentiluomo dürfte sie begleitet haben oder ihnen gefolgt sein, da er 1841 als Chordirektor in Hannover erwähnt wurde. 1841 trennte sich das Ehepaar, Luise Gentiluomo-Spazzer brach den Kontrakt und verließ Hannover. Sie setzte ihre Karriere an der Hofoper Dresden und an anderen Bühnen bis 1847 fort.
1843 fand sich Gentiluomo wieder in Wien, denn die österreichische Tageszeitung Der Adler schrieb in diesem Jahre anerkennend über sein „großes musikalisches Wissen, verbunden mit einem leicht faßlichen methodischen Systeme“. Mehrere seiner Schüler erlangten Engagements an der k. u. k. Hofoper in Wien und an weiteren renommierten Opernhäusern der Monarchie und des Auslands. 1851 war er Gründungsmitglied der Akademie der Tonkunst und leitete gemeinsam mit dem Dirigenten und Komponisten Gustav Barth die Gesangsklasse und die Abendunterhaltungen. Im November 1853 ging er nach Pest, wo er bis Ende April 1855 die Leitung einer Gesangschule übernahm, deren Schüler unentgeltlich unterrichtet wurden. Die Kosten trug der Mäzen Edmund von Horváth. Er kehrte nach Wien zurück, wiederum als Lehrer der Akademie für Tonkunst, welche sich nunmehr auf den Betrieb einer Gesang- und Opernschule in der Riemergasse im ersten Wiener Gemeindebezirk konzentrierte. Die von Matteo Salvi und Gentiluomo geleitete Akademie hatte einen guten Ruf und wurde im Jahre 1858 von der Neuen Wiener Musik-Zeitung „noch immer als die beste Pflanzstätte für Operntalente angesehen“. Im Jahre 1860 zeichnete er – gemeinsam mit Franz von Suppè – für die Einstudierung der Chöre einer Norma-Inszenierung am Theater an der Wien verantwortlich, was laut ÖML darauf schließen lässt, dass er dort möglicherweise eine längerfristige Tätigkeit ausübte.
Ab Jänner 1863 lehrte Gentiluomo an der neu gegründeten k. k. Hofopernschule in Wien. Laut ÖML gilt als ein wesentlicher Vertreter der „Wiener Schule der Gesangskunst“.

## Schüler
Zu seinen Schülerinnen und Schülern zählten
- die Soprani Magdalena Behrendt-Brandt, Antonie Erhartt, Louise Gentiluomo-Spazzer, Babette Gundy, Leopoldine Herrenburg-Tuczek, Louise Liebhardt, Mathilde von Marlow, Antonia Palm-Sparer, Katharina Schiller und Jetty Treffz
- die Tenöre Eduard Bachmann, Heinrich de Marchion, Siga Garsò, Ferdinand Groß, Alexander Reichardt und Josef Reichel[3]
- die Baritone Louis von Bignio und Karl Ueberhorst
- die Bässe Eduard Decarli und Emil Scaria sowie
- der späteren Gesangslehrer Josef Gänsbacher.